# Vaiguva
Vaiguva – wieś na Litwie, w okręgu szawelskim, w rejonie kielmskim, siedziba gminy. W 2011 roku liczyła 419 mieszkańców. 